# Ligeti tövishátúsáska
A ligeti tövishátúsáska (Tetrix undulata) a tövishátúsáska-félék családjába tartozó, Európában honos sáskafaj.

## Megjelenése
A ligeti tövishátúsáska testhossza a hím esetében 7-10 mm, a nőstény 8-12 mm. Kicsi, de erőteljes, vaskos testalkatú faj. Alapszíne változatos, többnyire barna vagy szürke, gyakran fehér, sárgás, zöldes vagy vöröses márványozással. A torpajzson és a hátsó lábon gyakorta láthatóak fehér vagy fekete foltok. A torpajzs középső varrata tetőszerűen kiemelkedik, tüskéje eléri vagy kissé túlhaladja a potroh végét. A torpajzs elülső széle csak enyhén csúcsosodik a fej felé. A hátsó szárny látható része kb. másfél-kétszer hosszabb az első szárnyaknál. A hátsó comb háromszor-három és félszer hosszabb a szélességénél. Csápjai közepesen hosszúak, középtáji ízei kb. háromszor hosszabbak a vastagságuknál.
Nem ad ki hangot.

### Hasonló fajok
A kétpettyes tövishátúsáskával és a vékonycsápú tövishátúsáskával lehet összetéveszteni. 

## Elterjedése
Európában honos, az Ibériai-félszigettől és a Brit-szigetektől Közép- és Észak-Európán át Oroszország északnyugati részéig. Magyarországon ritka, többek között a Kőszegi-hegységben, az Alföldön és a Bakonyalján ismertek állományai. 

## Életmódja
Nedves vagy szárazabb tisztások, erdőszélek, útszélek, rövidfüvű legelők, láprétek lakója, ahol csupasz, ritkás vegetációjú vagy avarral borított talajt is talál. Növényevő, füvekkel, mohákkal, algákkal, növényi maradványokkal, humusszal táplálkozik. 
Az áttelelt kifejlett példányok március-májusban láthatóak, az azévi generáció pedig augusztus-szeptemberben, de ritkábban egész évben (a tél kivételével) előfordulnak. A nőstény a talajba rakja petéit. A kikelő lárvák ötször (hímek) vagy hatszor (nőstények) vedlenek. Imágó vagy lárvaformában telelnek át és az első napsütéses tavaszi napokon előbújnak.   

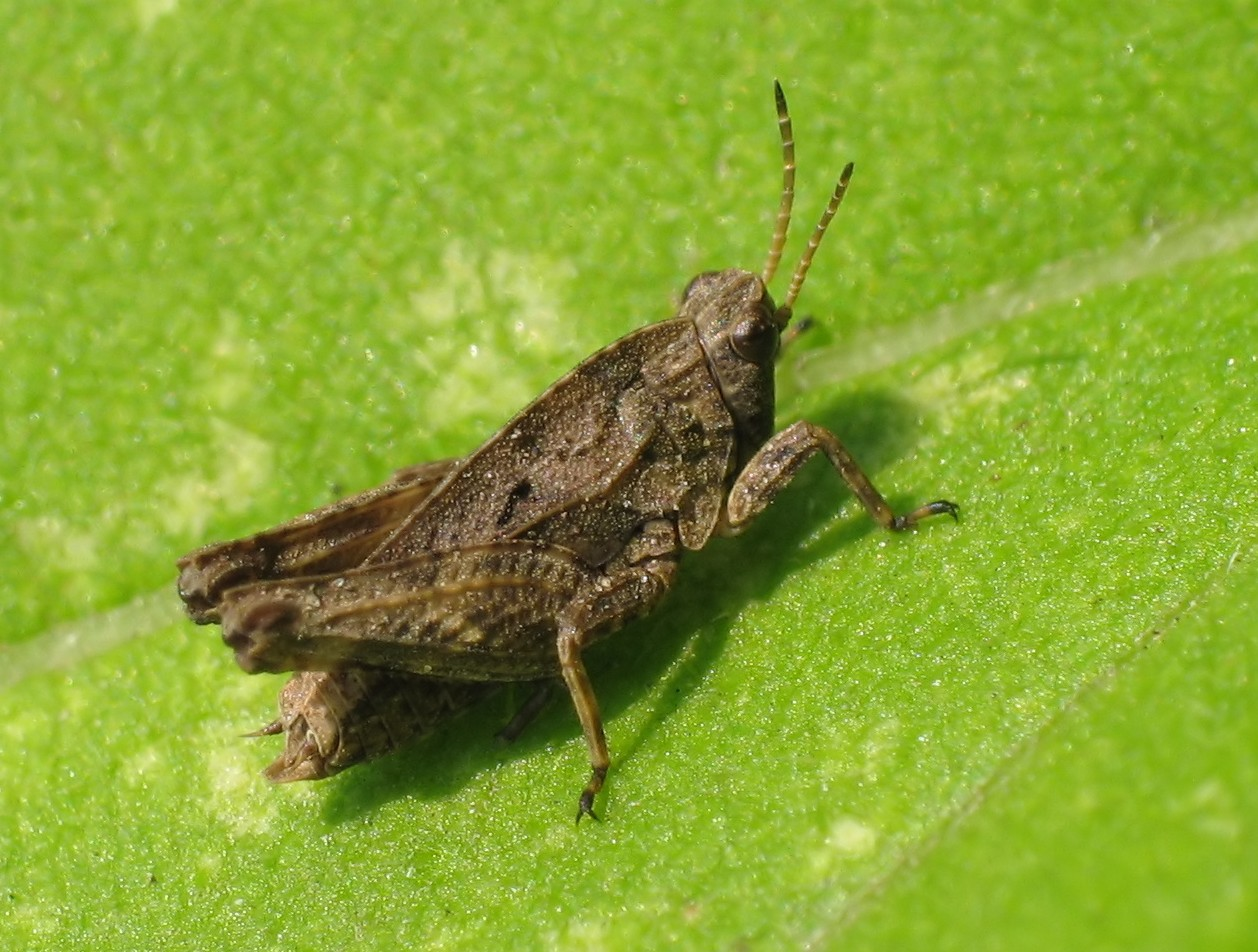
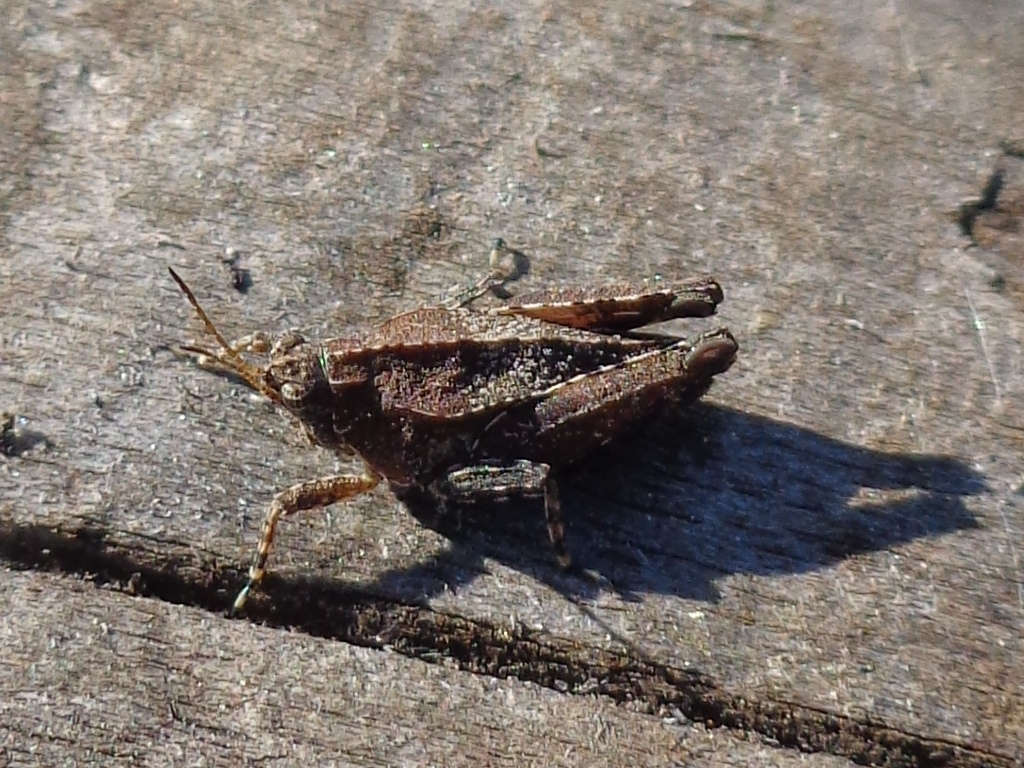
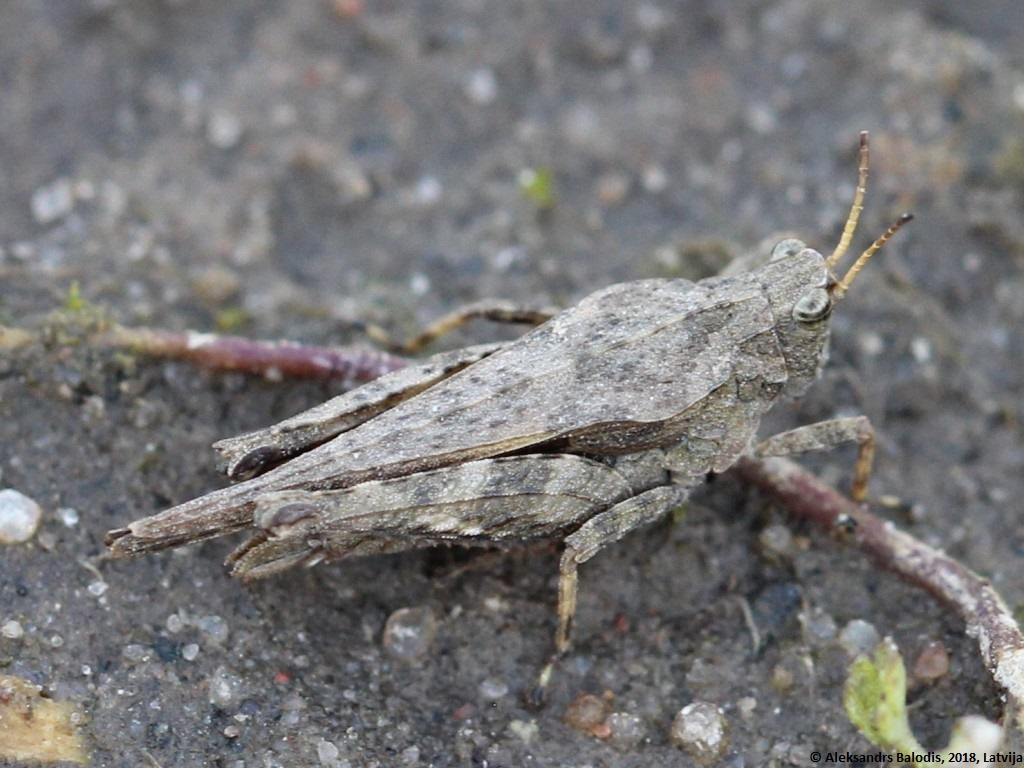
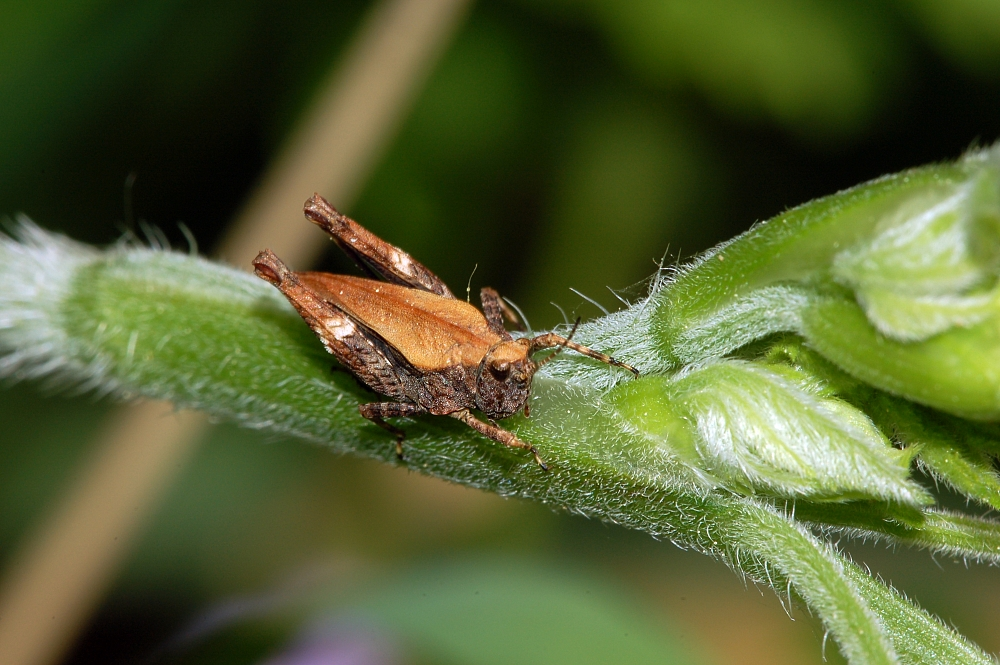
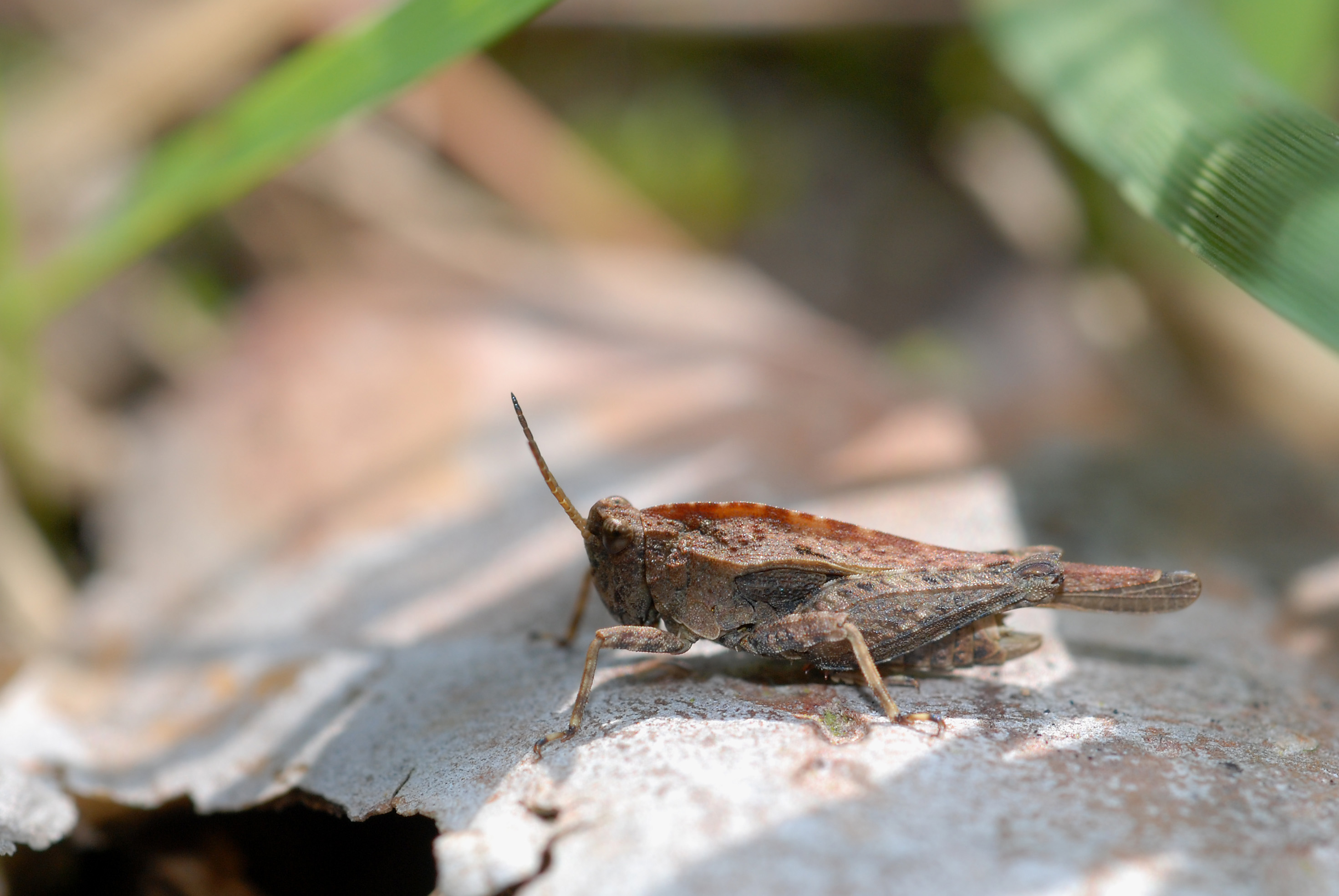

Magyarországon nem védett.